# Horst Jannott
Horst Kurt Jannott (* 1. Februar 1928 in Gotha; † 21. Februar 1993 in München) war ein deutscher Versicherungsmanager und Vorstandsvorsitzender der Münchener Rück Versicherung.

## Leben
Horst Jannott wurde als zweiter Sohn des Versicherungsmanagers Kurt Jannott geboren. Nach der kaufmännischen Lehre in einem Versicherungsunternehmen studierte Jannott ab 1946 Rechtswissenschaften an der Universität Erlangen. Die Erste juristische Staatsprüfung legte er 1949 ab, die Zweite folgte 1953.
Nach seinem Zweiten Staatsexamen kam Jannott 1954 als juristischer Assessor zur Münchener Rück. 1964 wurde er in den Vorstand berufen und 1969 als Nachfolger, des in den Aufsichtsrat wechselnden, Alois Alzheimer zum Vorsitzenden des Vorstands ernannt.
Es gelang ihm, u. a. durch Verstärkung des Auslandsgeschäfts, die Münchner Rück wieder zur weltgrößten Rückversicherungsgesellschaft zu machen.
Jannott hatte zwei Töchter. Sein Bruder Edgar (* 1934) wurde 1983 Vorstandsvorsitzender der Victoria, später der ERGO Versicherungsgruppe.

## Ehrungen und Auszeichnungen
- Ehrendoktorwürde der juristischen Fakultät der Universität Mannheim
- Ehrensenator der Max-Planck-Gesellschaft zur Förderung der Wissenschaften
- Ehrensenator der Ludwigs-Maximilian-Universität München
- Ehrensenator der Hochschule für Musik in München
- Ehrenritter des Johanniterordens
- 1976: Bayerischer Verdienstorden
- 1988: Großes Verdienstkreuzes mit Stern des Verdienstordens der Bundesrepublik Deutschland
- 1992: Großes Verdienstkreuzes mit Stern und Schulterband des Verdienstordens der Bundesrepublik Deutschland